# سفارة تركيا في اليابان
سفارة تركيا في اليابان هي أرفع تمثيل دبلوماسي لدولة تركيا لدى اليابان. تقع السفارة في وهي تهدف لتعزيز المصالح التركية في اليابان.

## وصلات خارجية
- قائمة سفارات تركيا
- قائمة السفارات في اليابان